# Моравчик, Антон
Антон Моравчик (словац. Anton Moravčík; 3 марта 1931, Комарно — 12 декабря 1996, Братислава) — чехословацкий футболист (словак), игравший на позиции полузащитника.

## Карьера

### Клубная
Воспитанник клуба «Спартак» (Комарно). В чемпионате Чехословакии играл за «Искру» из Жилины, пражскую команду «УДА» и братиславский «Слован». Славу ему принесли выступления в составе «Слована», когда он провёл 177 игр и забил 73 гола, став одним из легендарных игроков команды. Всего же в чемпионате страны Антон забил 109 голов, попав в Клуб канониров лиги.

### В сборной
В сборной Антон провёл 25 игр и забил 10 голов, играл на чемпионате мира 1958 года и чемпионате Европы 1960 года (там стал бронзовым призёром). Он часто был единственным словаком в сборной, которой руководили Антонин Рыгр и Карел Кольский.

## Стиль игры
Изначально задействовался в качестве нападающего, затем переквалифицировался в полузащитника. Преимуществами Моравчика были скорость, отличная техника в движении и умение быстро ударить по воротам.